# Meštrovićeve Crikvine-Kaštilac
Meštrovićeve Crikvine-Kaštilac je izložbeni prostor na splitskim Mejama, s južne strane brda Marjana u kojem je hrvatski slavni kipar Ivan Meštrović u kapelici Sv. Križa izložio ciklus reljefa s prizorima iz života Isusa od Nazareta.

## Povijest
Zgrada je izvorno bila renesansni utvrđeni ljetnikovac splitske plemićke obitelji Capogrosso, u naravi gospodarsko-odmorišni sklop. Sagrađen je koncem 16. stoljeća. Dali su je sagraditi trojica braće Bartul, Frane i Jerolim, koji su nešto prije postali splitski plemići. Istovremeno je bila i mjestom odmora i skloništem u slučaju osmanskih napada. 
Kroz povijest ljetnikovac je mijenjao svoju namjenu. U njemu je bila i štavionica kože, mastionica sukna i lazaret za kužne.
Godine 1939. ovaj skup zgrada kupio je kipar Ivan Meštrović. Prilagodio ga je za izložbeni prostor, u suradnji s arhitektom Haroldom Bilinićem. U njemu je sagradio kapelicu sv. Križa. Sa zapada je preinačio dvorište u kojem je postavio ophodni trijem s inačicom dorskih stupova. Crkva je mjestom održavanje mise i to na staroslavenskom jeziku, prema želji Ivana Meštrovića. Na istoku je nedovršena kapela Gospe od Dobrog svita.

## Opis dobra
Izvorno renesansno - barokni kaštelet na Meštrovićevom šetalištu 39 dala je oko 1513. sagraditi imućna mletačka obitelj Capogrosso, a zbog njihovih obiteljskih veza sa splitskom obitelji pjesnika Kavanjina, od 1709. poznat je i kao kaštelet Capogrosso-Kavanjin. Početkom 20.stoljeća prodan je građevinskom poduzetniku Eduardu Žagaru iz Splita, koji ga 1939. prodaje Ivanu Meštroviću. Od tada je zapadni dio Kašteleta doživio značajnije preinake. Prema zamisli Meštrovića, u suradnji s arhitektom Haroldom Bilinićem i izvođačem radova Marinom Marasovićem, podiže se atrij s monumentalnim trijemom i kapela sv. Križa u koju kipar smješta svoje veliko drveno raspelo i ciklus od 28 drvenih reljefa s temom iz Kristova života.
Općinsko državno odvjetništvo utvrdilo kako je zapadni dio Kaštieleta pripao državi po darovnom ugovoru Ivana Meštrovića iz 1952. godine, a istočni je prema oporuci naslijedio Ivanov brat Petar. Nasljednici Petra Meštrovića eksproprirani su 1964. godine i za izgubljenu imovinu isplaćena im je naknada. Nekretnine su na koncu dodijeljene Fundaciji Meštrović.
Upravni postupci nisu bili pravovremeno provedeni kroz zemljišne knjige. U srpnju 1999. Republika Hrvatska traži upis na drugu polovicu nekretnine, a netom nakon zabilježbe, nasljednik Petra Meštrovića, Tomo Meštrović, prodaje nekretninu. Na nekretnini se vode mnogu sudski sporovi.

## Zaštita
Pod oznakom Z-4897 zavedena je kao nepokretno kulturno dobro - pojedinačno, pravna statusa zaštićena kulturnog dobra, klasificirano kao sakralne građevine.